# Duilio Coletti
Duilio Coletti (Penne, 28 dicembre 1906 – Roma, 21 maggio 1999) è stato un regista italiano, attivo fra gli anni trenta e gli anni settanta del Novecento.

## Biografia
Dopo aver conseguito la laurea in medicina e chirurgia esercitò per breve tempo la professione, per poi entrare nel cinema come sceneggiatore e aiuto regista collaborando alla sceneggiatura del film Il signore desidera? (1933) di Gennaro Righelli.
Nel 1935 esordì alla regia con Pierpin. Diresse successivamente Il fornaretto di Venezia (1939, firmato con lo pseudonimo di John Bard), Capitan Fracassa (1940), La maschera di Cesare Borgia (1941).
Nel dopoguerra si orientò verso film di grande impatto spettacolare, fra cui Il grido della terra, girato a Bari nel 1948, I sette dell'Orsa maggiore (1953), Londra chiama Polo Nord (1956), Sotto dieci bandiere (1960) ed Il re di Poggioreale (1961). Fu un regista dotato di grande professionalità, particolarmente apprezzato per i film di azione.
Morì nel 1999 a Roma per infarto, all'età di 92 anni. Riposa presso il cimitero Flaminio.

## Vita privata
Ebbe tre figli, tra cui il regista e sceneggiatore Enrico Coletti.

## Filmografia
- Pierpin (1935)
- Il fornaretto di Venezia (1939)
- Capitan Fracassa (1940)
- La maschera di Cesare Borgia (1941)
- Il mercante di schiave (1942)
- Tre ragazze cercano marito (1944)
- L'adultera (1946)
- Il passatore (1947)
- Cuore (1948)
- Il grido della terra (1949)
- Il lupo della Sila (1949)
- Romanzo d'amore (1950)
- Miss Italia (1950)
- Libera uscita (1951)
- È arrivato l'accordatore (1952)
- Wanda, la peccatrice (1952)
- I sette dell'Orsa maggiore (1953)
- La grande speranza (1954)
- Divisione Folgore (1954)
- Londra chiama Polo Nord (1956)
- Gli italiani sono matti, co-regia di Luis María Delgado (1958)
- Sotto dieci bandiere (1960)
- Il re di Poggioreale (1961)
- Lo sbarco di Anzio (1968)
- Valdez il mezzosangue, co-regia di John Sturges (1973)
- L'uomo di Corleone (1977)